# FGD2
FGD2‏ (FYVE, RhoGEF and PH domain containing 2) هوَ بروتين يُشَفر بواسطة جين FGD2 في الإنسان.